# SN 2006my
SN 2006my – supernowa typu II-P odkryta 8 listopada 2006 roku w galaktyce NGC 4651. W momencie odkrycia miała maksymalną jasność 15,30m.